# Tożsamość społeczna
Tożsamość społeczna – okazywanie innym jednostkom i samemu sobie identyfikacji (utożsamiania się) z jakimiś elementami rzeczywistości społecznej.
Tożsamość społeczna ujmowana jest najczęściej w kategoriach psychologicznych, socjologicznych i kulturowych. Jest to tożsamość jednostki, grupy społecznej lub zbiorowości, dzięki której i poprzez którą umiejscawia ona samą siebie w jakimś obszarze rzeczywistości społecznej bądź też sama jest osadzana w tej rzeczywistości przez zewnętrznego obserwatora (inną jednostkę, grupę zbiorowości)
W naukach społecznych szczególnie psychologii i socjologii tożsamość jest pojęciem wieloznacznym. Można ją ujmować w sposób obiektywny bądź też subiektywny:
- Obiektywne ujęcie kładzie nacisk na role, pozycje, stosunki społeczne łączące jednostkę z grupami społecznymi.
- Tożsamość w ujęciu subiektywnym łączy się z poczuciem tożsamości oraz jej samoświadomością, gdzie ważne są treści wewnętrzne jednostki, takie jak rozwiązywanie konfliktów czy realizacja zadań sobie postawionych. Cechy te są charakterystyczne dla tożsamości osobistej, która ściśle powiązana jest z tożsamością społeczną.

Tożsamość osobista to takie cechy, które określają nas samych. Zaliczamy do nich: cechy psychologiczne, cechy fizyczne, zainteresowania intelektualne, sposób odnoszenia się do innych, upodobania. Zaś tożsamość społeczną identyfikują terminy określające członkostwo w grupach społecznych, między innymi płeć, wiek, narodowość, afiliacja polityczna, religia. Tożsamość społeczna jest zespołem identyfikacji społecznej, która oznacza proces umieszczania i definiowania zarówno siebie, jak i innych w różnych kategoriach społecznych. Tożsamość osobista i tożsamość społeczna są współzależne. Często tak bywa, że jednostki należące do danej grupy społecznej przypisują sobie te cechy, które charakteryzują jej zbiorowość czy grupę społeczną i odwrotnie.
Poczucie tożsamości kształtowane jest również przez przestrzeń, w której zachodzi socjalizacja jednostki: ”Znaczenie miejsca jako przestrzeni interakcji oznacza wspólnotowy wymiar wartości miejsc pamięci poprzez rozumienie ich nierozerwalnie z kulturą danego regionu. Zbiorowe postrzeganie symboli wzmacniające poczucie przynależności regionalnej wynika z powszechnego podzielania istotności danych elementów przez zbiorowość, która ma na uwadze ich wspólne rozumienie przez użytkowników przestrzeni”.